# Galerella microphues
Galerella microphues är en svampart som först beskrevs av Berk. & Broome, och fick sitt nu gällande namn av David Norman Pegler 1986. Galerella microphues ingår i släktet Galerella och familjen Bolbitiaceae.   Inga underarter finns listade i Catalogue of Life.